# Panicum cynodon
Panicum cynodon är en gräsart som beskrevs av Heinrich Wilhelm Reichardt. Panicum cynodon ingår i släktet vipphirser, och familjen gräs. Inga underarter finns listade i Catalogue of Life.